# Pakistán en los Juegos Olímpicos
Pakistán en los Juegos Olímpicos está representado por la Asociación Olímpica de Pakistán, creada en 1947 y reconocida por el Comité Olímpico Internacional en 1948.
Ha participado en 19 ediciones de los Juegos Olímpicos de Verano, su primera presencia tuvo lugar en Londres 1948. El país ha obtenido un total de once medallas en las ediciones de verano: cuatro de oro, tres de plata y cuatro de bronce.
En los Juegos Olímpicos de Invierno ha participado en cuatro ediciones, siendo Vancouver 2010 su primera aparición en estos Juegos. El país no ha conseguido ninguna medalla en las ediciones de invierno.

## Medallero

### Por edición
| Evento              | Oro | Plata | Bronce | Total |
| ------------------- | --- | ----- | ------ | ----- |
| Londres 1948        | 0   | 0     | 0      | 0     |
| Helsinki 1952       | 0   | 0     | 0      | 0     |
| Melbourne 1956      | 0   | 1     | 0      | 1     |
| Roma 1960           | 1   | 0     | 1      | 2     |
| Tokio 1964          | 0   | 1     | 0      | 1     |
| México 1968         | 1   | 0     | 0      | 1     |
| Múnich 1972         | 0   | 1     | 0      | 1     |
| Montreal 1976       | 0   | 0     | 1      | 1     |
| Moscú 1980          | –   | –     | –      | –     |
| Los Ángeles 1984    | 1   | 0     | 0      | 1     |
| Seúl 1988           | 0   | 0     | 1      | 1     |
| Barcelona 1992      | 0   | 0     | 1      | 1     |
| Atlanta 1996        | 0   | 0     | 0      | 0     |
| Sídney 2000         | 0   | 0     | 0      | 0     |
| Atenas 2004         | 0   | 0     | 0      | 0     |
| Pekín 2008          | 0   | 0     | 0      | 0     |
| Londres 2012        | 0   | 0     | 0      | 0     |
| Río de Janeiro 2016 | 0   | 0     | 0      | 0     |
| Tokio 2020          | 0   | 0     | 0      | 0     |
| París 2024          | 1   | 0     | 0      | 1     |
| TOTAL               | 4   | 3     | 4      | 11    |

| Evento           | Oro | Plata | Bronce | Total |
| ---------------- | --- | ----- | ------ | ----- |
| Vancouver 2010   | 0   | 0     | 0      | 0     |
| Sochi 2014       | 0   | 0     | 0      | 0     |
| Pyeongchang 2018 | 0   | 0     | 0      | 0     |
| Pekín 2022       | 0   | 0     | 0      | 0     |
| TOTAL            | 0   | 0     | 0      | 0     |

### Por deporte
Deportes de verano
| Evento              | Oro | Plata | Bronce | Total |
| ------------------- | --- | ----- | ------ | ----- |
| Atletismo           | 1   | 0     | 0      | 1     |
| Boxeo               | 0   | 0     | 1      | 1     |
| Hockey sobre hierba | 3   | 3     | 2      | 8     |
| Lucha               | 0   | 0     | 1      | 1     |
| TOTAL               | 4   | 3     | 4      | 11    |